# Sojuz 20
Sojuz 20 è la denominazione di una missione non equipaggiata della navicella spaziale Sojuz verso la stazione spaziale sovietica Saljut 4 (DOS 4). Si trattò del trentasettesimo volo nell'ambito del programma Sojuz sovietico nonché del terzo volo verso la predetta stazione spaziale.

## Equipaggio
nessuno

## Missione
La Sojuz 20 era una capsula spaziale della serie Sojuz ulteriormente modificata nei confronti delle navicelle precedentemente impegnate (denominazione di costruzione oppure indice GRAU 11F615A9). Con questa missione non equipaggiata venne eseguito una revisione ed un controllo completo di tutti i sistemi e strumenti di bordo decisamente migliorati e la loro affidabilità e reazione a diverse situazioni di volo nello spazio. Tutta la missione venne eseguita in automatico. La capsula spaziale fu equipaggiata con una portata biologica. Diversi organismi viventi vennero esposti per tre mesi allo stato di assenza di forza di gravità.

## Ulteriori dati di volo
- Aggancio alla Saljut 4: 19 novembre 1975, 16:19 UTC
- Distacco dalla Saljut 4: 15 febbraio 1976, 23:07 UTC

I parametri sopra elencati indicato i dati pubblicati immediatamente dopo il termine della fase di lancio. Le continue variazioni ed i cambi di traiettoria d'orbita sono dovute alle manovre di aggancio. Pertanto eventuali altre indicazioni risultanti da fonti diverse sono probabili ed attendibili in considerazione di quanto descritto.